# Lovenia gregalis
Lovenia gregalis is een zee-egel uit de familie Loveniidae.
De wetenschappelijke naam van de soort werd in 1893 gepubliceerd door Alfred William Alcock.